# Dekanat Zielona Góra – Podwyższenia Krzyża Świętego
Dekanat  Zielona Góra-Podwyższenia Krzyża Świętego – jeden z 30 dekanatów należący do diecezji zielonogórsko-gorzowskiej, metropolii szczecińsko-kamieńskiej, Kościoła rzymskokatolickiego w Polsce.

## Władze dekanatu[1]
- Dziekan: ks. prałat kan. mgr lic. Jan Pawlak (2017-02-06)
- Wicedziekan: ks. kan. mgr lic. Rafał Szwaja (2022-12-09)
- Ojciec duchowny: o. Witold Kuźma OFMConv. (2021-11-25)
- Dekanalny duszpasterz młodzieży i powołań: ks. Zbigniew Kardasz (2022-09-19)

## Parafie
- Ługi – Parafia pw. św. Wawrzyńca:
  - Zielona Góra (Zatonie) – kościół filialny pw. Matki Bożej Częstochowskiej
  - Książ Śląski – kościół filialny pw. św. Jana Chrzciciela
- Zielona Góra – parafia Matki Bożej Częstochowskiej w Zielonej Górze
- Zielona Góra (Jędrzychów) – parafia Matki Bożej Nieustającej Pomocy w Zielonej Górze
- Zielona Góra  – parafia Podwyższenia Krzyża Świętego w Zielonej Górze
  - kaplica pw.  św. Joanny Beretta Molla (w Domu Pomocy Społecznej)
  - kaplica pw. Narodzenia Najświętszej Marii Panny
- Zielona Góra  – parafia św. Franciszka z Asyżu w Zielonej Górze
- Zielona Góra (Drzonków) – parafia pw. Matki Bożej Ostrobramskiej
- Zielona Góra (Ochla) – parafia pw. Najświętszej Trójcy
  - Zielona Góra (Jeleniów) – kościół pw. Miłosierdzia Bożego
- Zielona Góra (Racula) – parafia pw. św. Mikołaja